# Igreja Matriz de Nossa Senhora da Penha de França (São Paulo)
A Igreja Matriz da Nossa Senhora da Penha de França é uma igreja católica localizada na cidade de São Paulo, no Brasil. Pode ser conhecida pelo nome de Santuário Eucarístico Nossa Senhora da Penha ou apenas Igreja Velha. Está inserida no bairro da Penha de França, distrito da Penha, na região leste da cidade, na Praça Nossa Senhora da Penha. A sua data de origem varia entre 1662 e 1668, assim como a história de sua criação. O nascimento do bairro está diretamente ligado a criação da igreja, constituindo-se ao seu redor. Foi erguida pelo licenciado Mateus Nunes de Siqueira.  Foi elevada a Santuário Arquidiocesano de São Paulo em 1909 pelo Arcebispo Dom Duarte Leopoldo e Silva. A Nossa Senhora da Penha é conhecida como a padroeira da cidade de São Paulo.

## História

### Bairro da Penha
A região serviu de assentamento para os jesuítas Manuel da Nóbrega e José de Anchieta, logo após fundarem o Pátio do Colégio por sua localização. Tribos indígenas e colonizadores buscaram também este lugar para se estabelecer e trabalhar. Era também ponto de parada estratégico para os bandeirantes que se deslocavam entre São Paulo, o Vale do Paraíba, Rio de Janeiro e Minas Gerais. 
Desde o Tatuapé às divisas de São Miguel e Guarulhos estendia-se uma imensa fazenda cujo dono era o licenciado Mateus Nunes de Siqueira. A Casa Grande foi construída em 1650 junto ao córrego do Tatuapé. Aí se iniciou a fazenda e ao seu redor foram construídas as casas dos colonos. No topo da colina, foi construída uma capela, onde hoje encontra-se o Santuário. O bairro comemora aniversário no dia 8 de setembro.

### Construção da igreja
Os documentos oficiais registram o ano de origem da igreja como sendo 1668, mas existem indícios de que ela pode ser ainda mais antiga. Este ano está registrado como a data em que Mateus Nunes de Siqueira tem a sesmaria concedida, já que queria expandir a capela que havia construído no local por motivos religiosos. Isso leva a crer que antes desta data a capela já existia e vinha angariando fieis cada vez mais. A reforma e expansão ocorreu em 1673 sob o comando de Padre Jacinto Nunes de Siqueira, irmão do fundador da igreja. Tanto a data como o real fundador da igreja são passivos de disputa, com alguns registros mostrando que foi na verdade o Padre Jacinto que instaurou a ermida no local.

### Mito religioso
Segundo a lenda popular, um devoto francês, viajando de São Paulo ao Rio de Janeiro, levou consigo uma imagem da Virgem, que trouxera de seu país. No meio do caminho, passou a noite no bairro da Penha. No dia seguinte, seguiu sua viagem e logo deu falta da imagem que levava consigo. Voltou ao lugar onde tinha dormido e a encontrou ali. Como um homem de muita fé, reconheceu que foi ali que a Virgem escolheu para que fosse sua morada. Construiu então no local a Igreja Matriz de Nossa Senhora da Penha de França. Muitos atribuem o nome do bairro e da Igreja (Penha de França) a este devoto francês.

### Nome
O nome Nossa Senhora da Penha de França surgiu da tradução do termo francês “Notre Dame de France”, que se estendia por grande parte do país até chegar às montanhas, os “puys”. Passou a ser chamada de Notre Dame du Puy, chegando ao termo Nossa Senhora da Penha. Na Espanha, a veneração a imagem da Nossa Senhora se espalhou e chegou ao Brasil por meio da Ordem dos Eremitas de Santo Agostinho, no Espírito Santo. A devoção à imagem se espalhou pelo país na medida que os jesuítas iam viajando, por isso existem tantos templos dedicado a ela pelo país.

## Arquitetura
Erguida originalmente sobre paredes de taipa de pilão e alvenaria de tijolos, a construção ficou sem reparos e cuidados por muitos anos. Possui dois andares e seus primeiros registros mostram que era muito bem equipada e ricamente ornamentada. 
Em 1923, encontrava-se em péssimo estado de conservação, com partes de sua estrutura ameaçando de ruir. No mesmo ano, a torre principal foi reparada, foi construída uma capela de confissões e mudou-se o batistério para a sacristia. No ano seguinte, foi toda ladrilhada, as paredes pintadas e o presbitério e o altar reformados. No entanto, as paredes de taipa muito antigas e o telhado apodrecido ameaçavam desabar e foram demolidos, em 1934. No mesmo local estruturas novas foram erguidas, sem alterações na planta da igreja. O arquiteto responsável pelas reformas foi Francisco de Azevedo. 
Até o ano de 1937, foram feitas mais mudanças. Paredes laterais foram levantadas, galerias e quatro altares laterais foram criados, e depois de coberta e ladrilhada, foram colocados vitrais artísticos. Atualmente, a construção conta ainda com um veleiro e uma loja de souvenires. Da construção original resistiram apenas as quatro paredes externas e as características da fachada principal. Por causa das inúmeras reformas, a construção mistura estilos arquitetônicos, entre eles colonial, barroca e gótica. As portas da igreja estão voltadas em direção do centro da cidade, exercendo a sua proteção como padroeira de São Paulo.

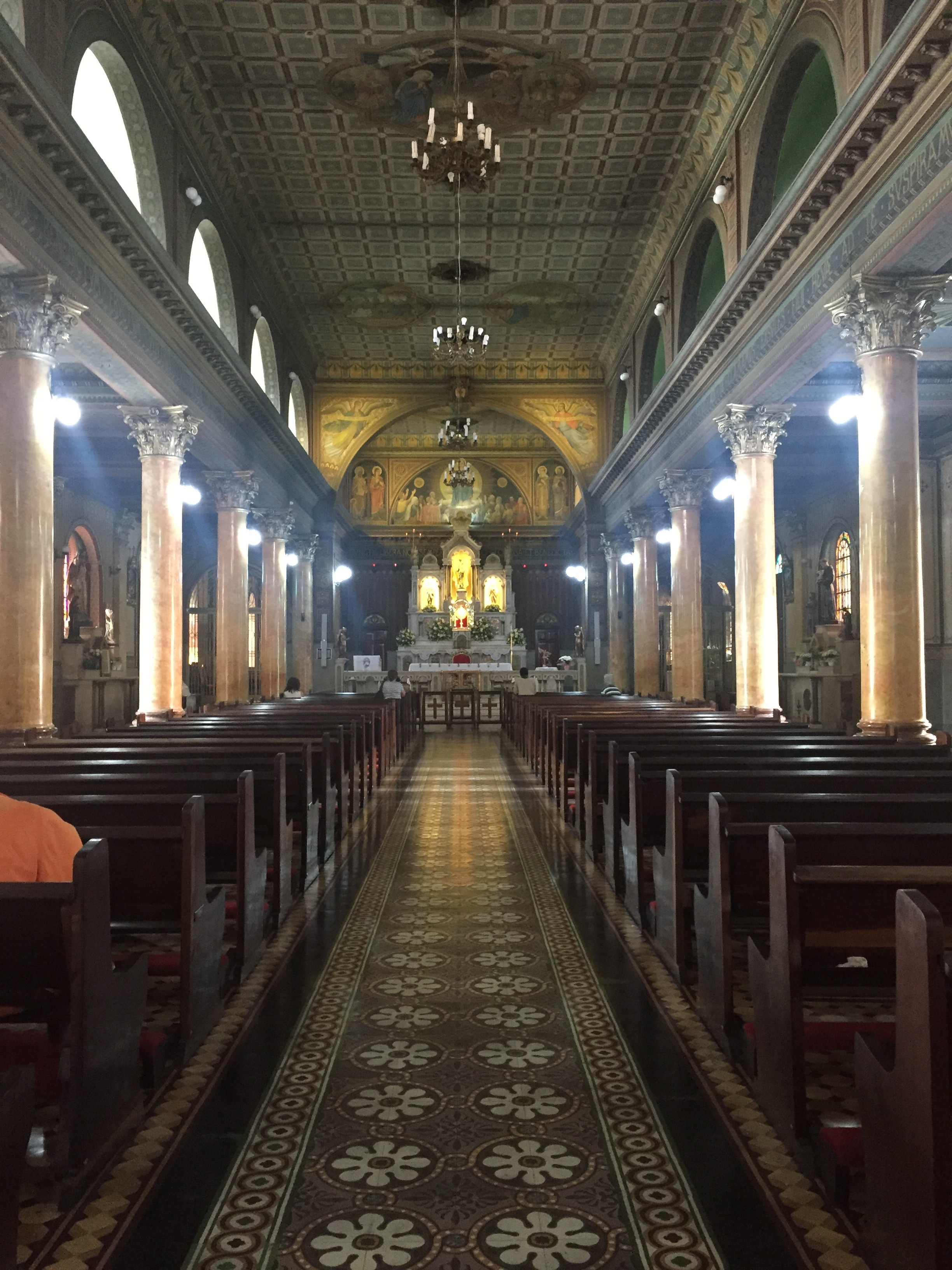
Nave no interior da igreja.

## Significado histórico e atual
A igreja é importante para o bairro da Penha e também para a cidade de São Paulo já que sua criação levou ao crescimento de ambas. Foi ao redor da antiga ermida, depois transformada expandida e transformada em igreja, que os primeiros moradores do bairro se estabeleceram. Estes eram trabalhadores da fazenda de Mateus Nunes de Siqueira, herdeiro das terras. No bairro, foi encontrada, no ano de 1920, uma urna funerária de assentamentos indígenas, caracterizando a área como um sitio arqueológico. Um grande vaso de cerâmica contendo um sepultamento humano foi encontrado na abertura de uma vala para a instalação de canos na região. Tais achados podem ser ligados à tradição Tupi-guarani, forte indicio de que a área abrigou um aldeia indígena.

## Estado atual
No ano de 1981, a construção foi interditada por motivos de segurança e ameaçada de fechar. Através de um convenio firmado entre a Secretaria de Cultura Municipal e a Mitra Arquidiocesana de São Paulo, o Departamento do Patrimônio Histórico propôs a Mitra subvenção para as obras de consolidação da fachada. 
A obra foi iniciada no ano de 1999, com supervisão da arquiteta Lysandra Priscila Ferreira. Todos os operários que participaram da obra são do bairro e foram contratados por um salário simbólico. Boa parte do material utilizado na reforma foi doado por empresas da região. 
Hoje, a igreja encontra-se em perfeito estado de conservação, com pintura nova na parte exterior, todos os ladrilhos e vitrais bem preservados.

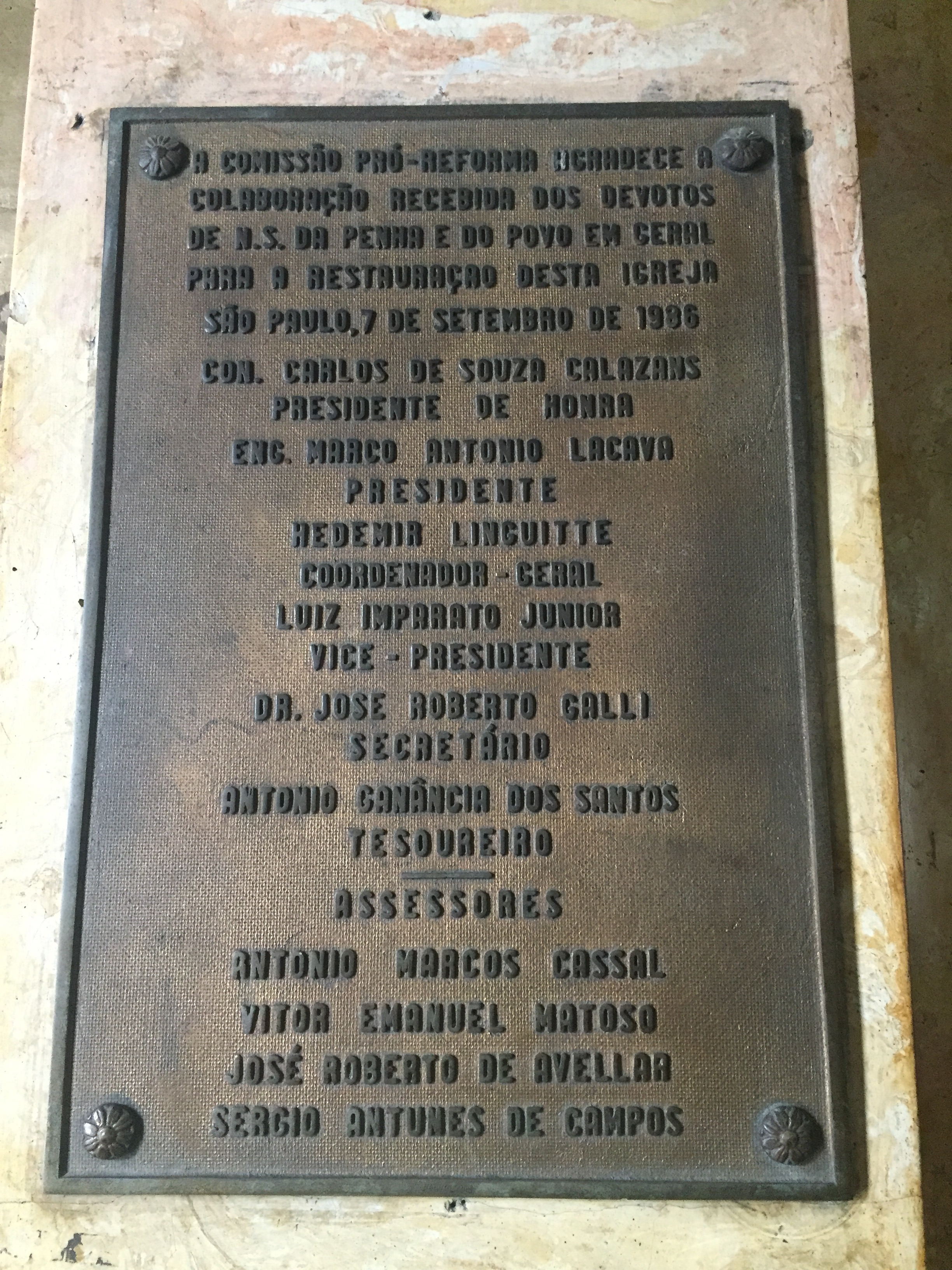
Placa de agradecimento aos devotos e cidadãos que auxiliaram na reforma da igreja.

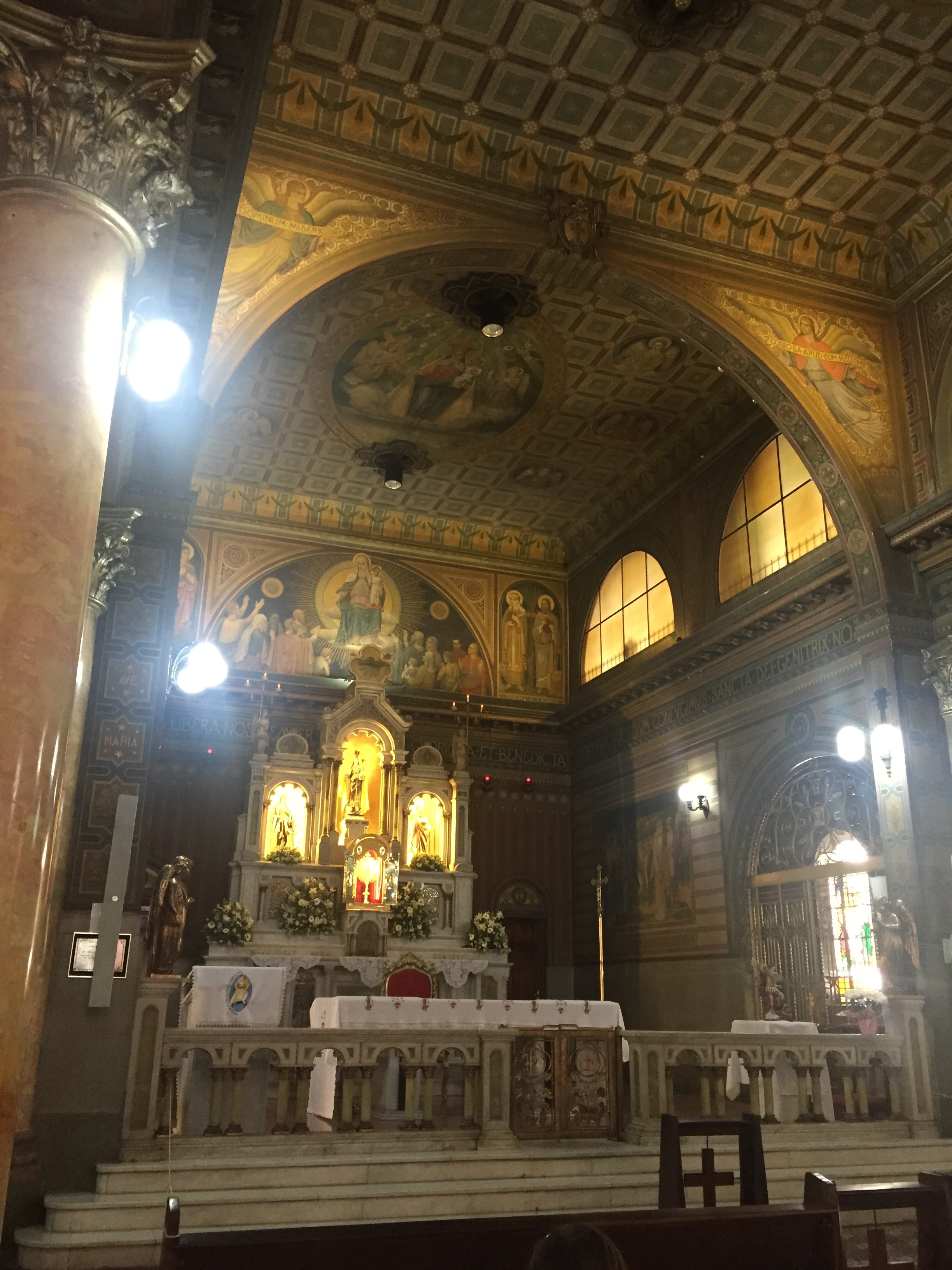
Altar no interior da igreja.

### Galeria

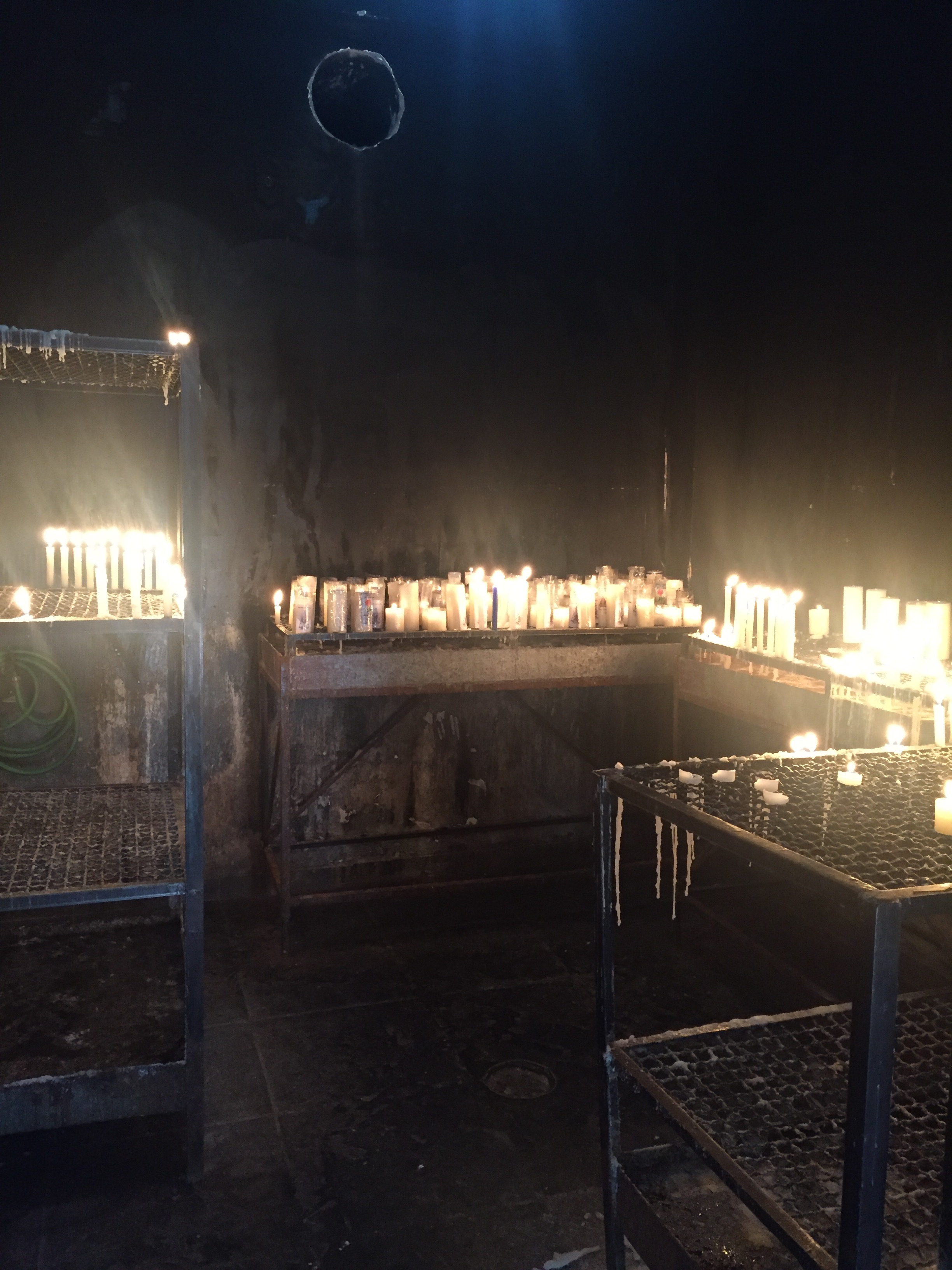
Veleiro
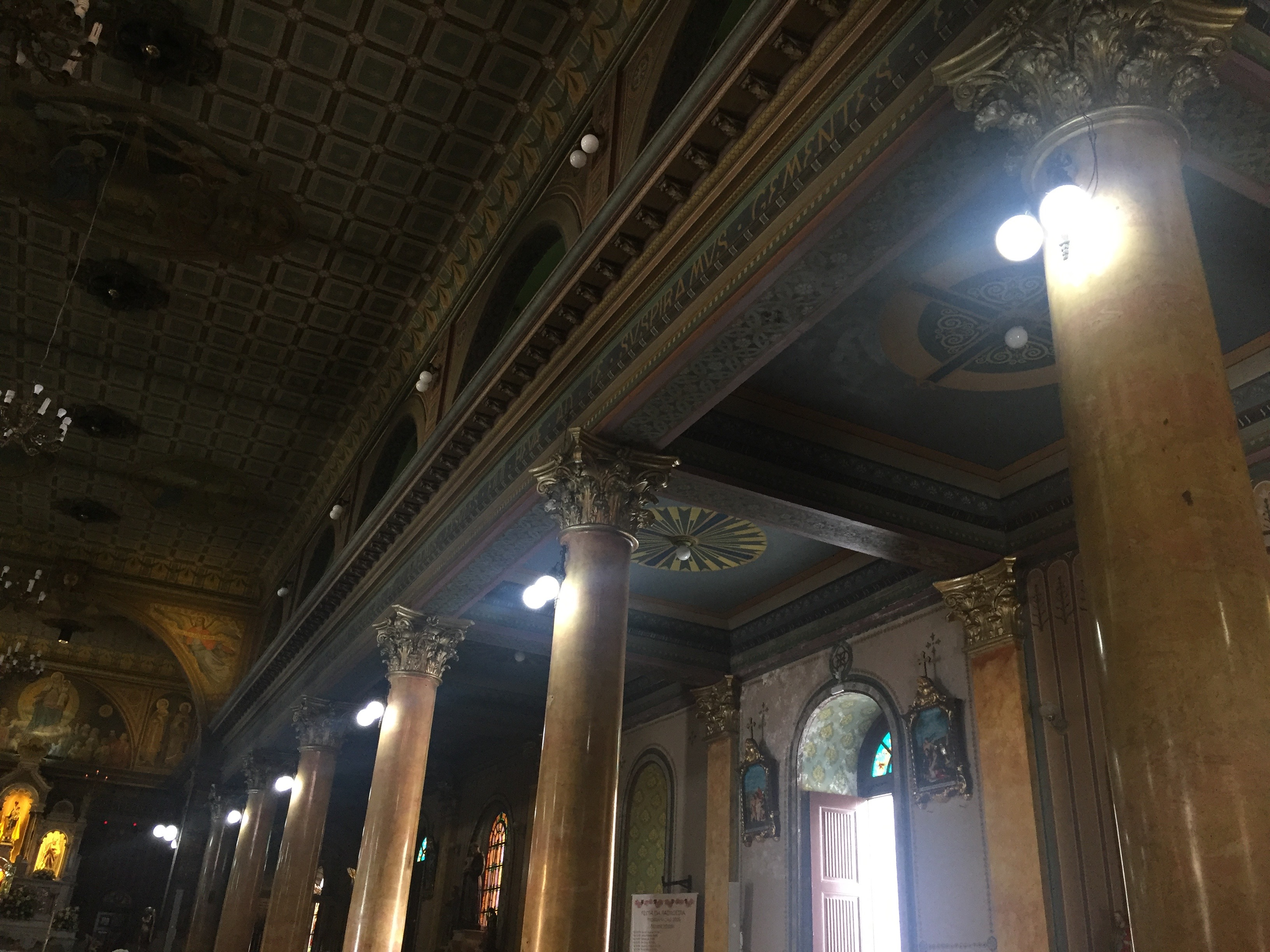
Interior da igreja
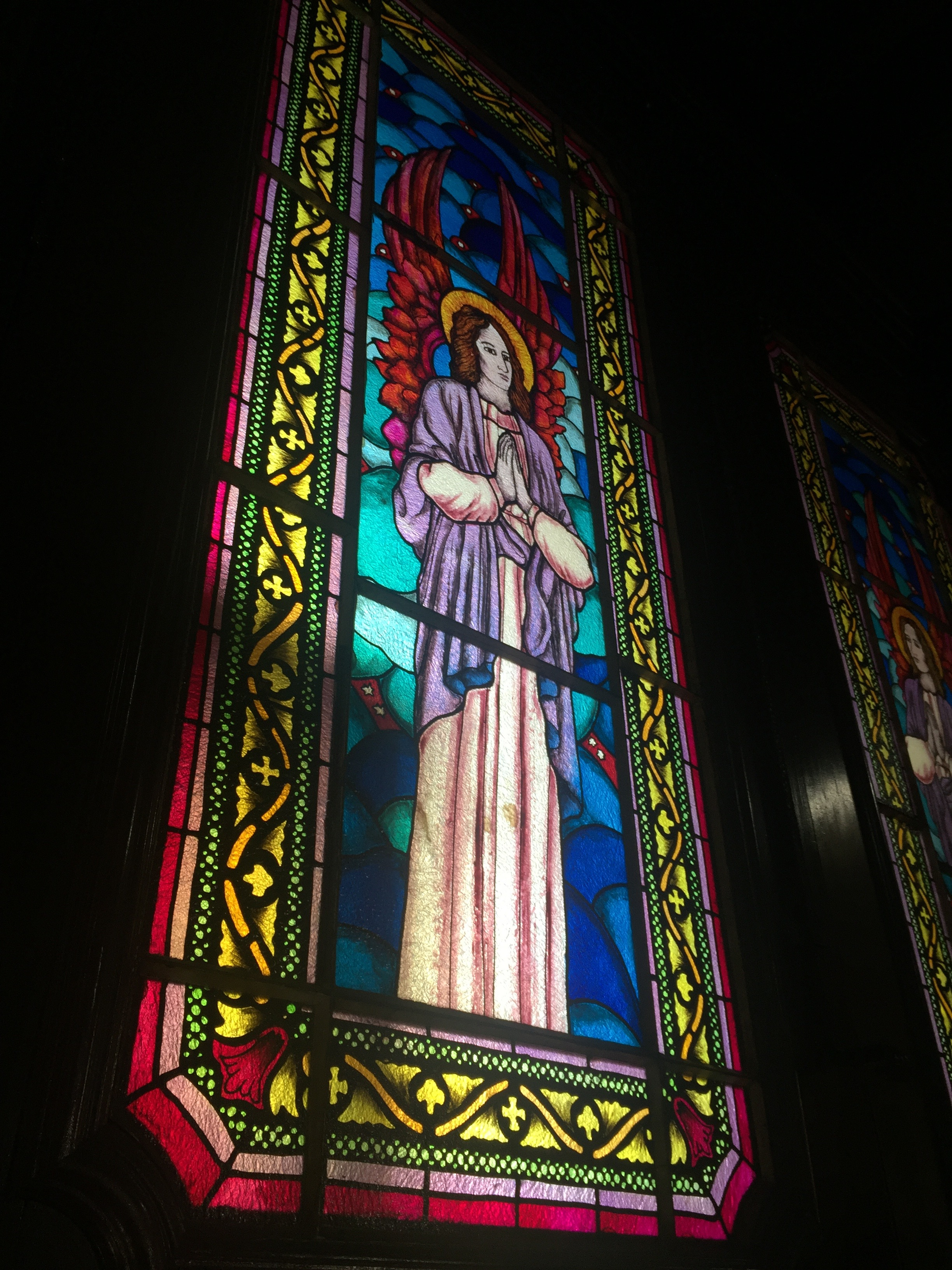
Vitrais
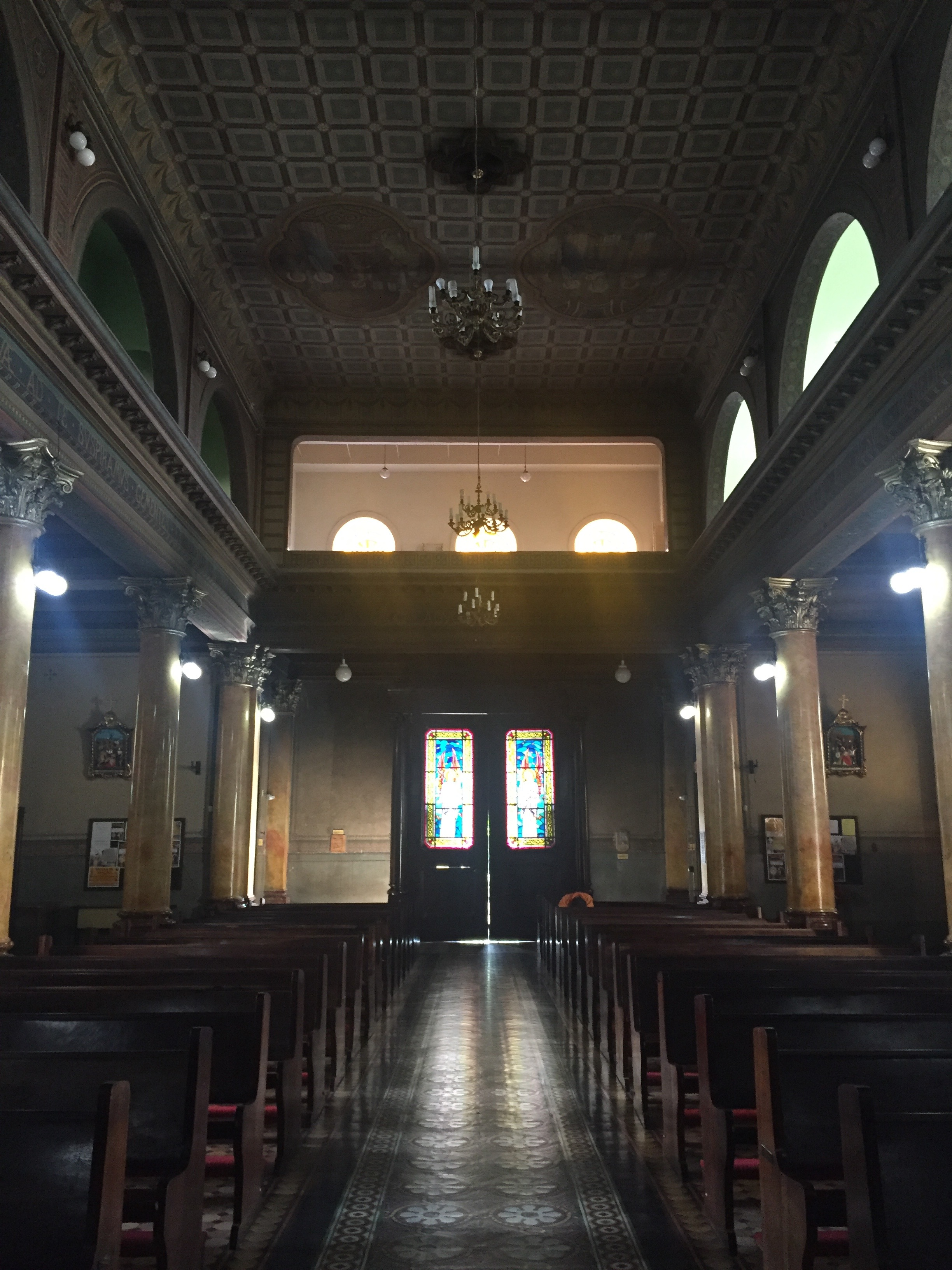
Porta principal